# Hookeriopsis puiggarii
Hookeriopsis puiggarii là một loài Rêu trong họ Hookeriaceae. Loài này được (Geh. & Hampe) Broth. mô tả khoa học đầu tiên năm 1907.